# Dekaisnea

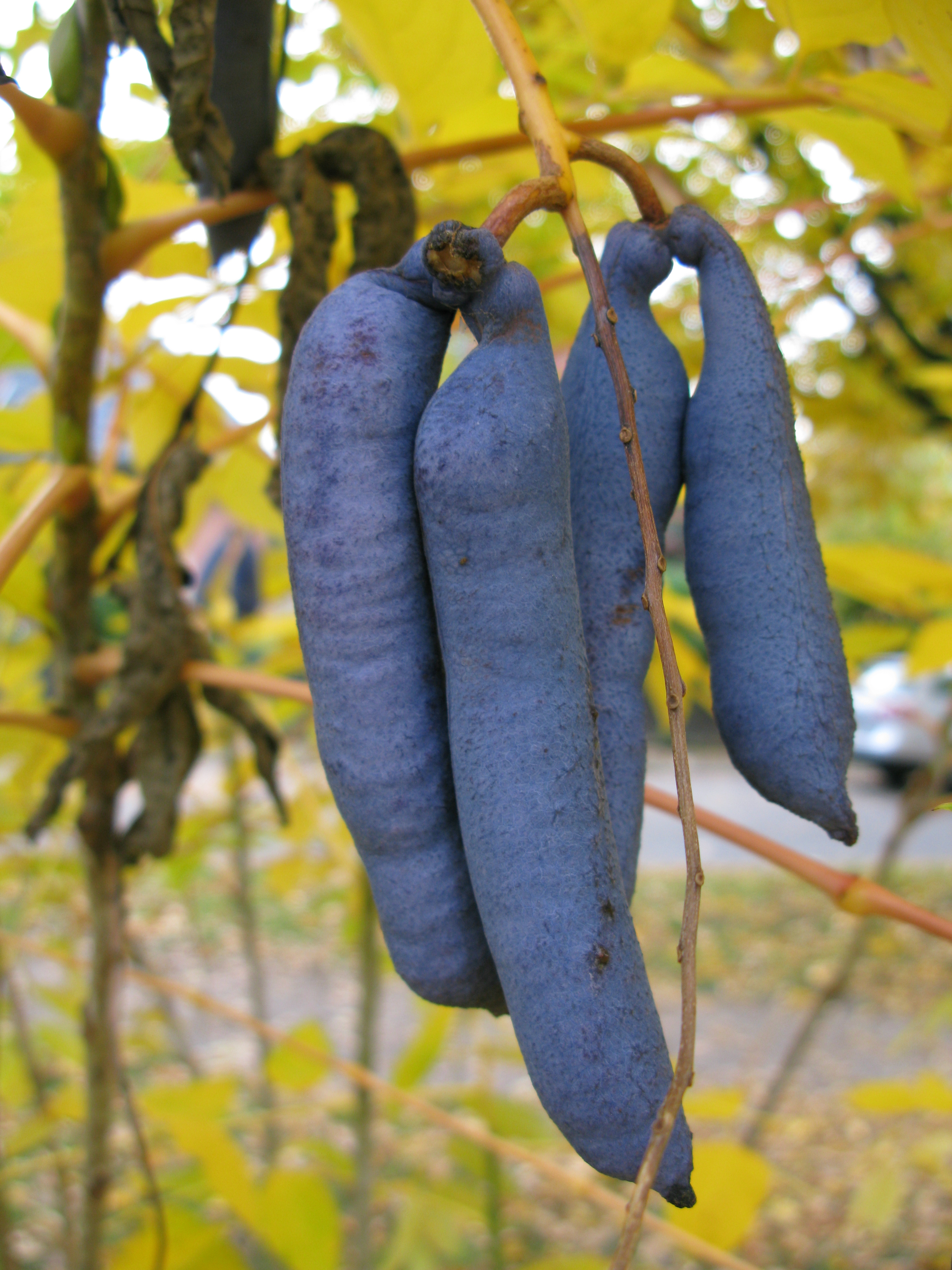
Zralé plody dekaisney

Dekaisnea (Decaisnea) je rod rostlin patřící do čeledi kokylovité (Lardizabalaceae). Zahrnuje 2 druhy, rozšířené ve východní Asii. Dekaisney jsou opadavé keře s rozměrnými zpeřenými listy a zelenavými bezkorunnými květy. Mají nápadně modré válcovité plody, které mají jedlou dužninu. Dekaisnea Fargesova se pěstuje i v České republice jako zajímavá okrasná dřevina.

## Popis
Dekaisney jsou opadavé jednodomé keře, dorůstající výšky až 5 metrů. Větve jsou nečetné a tlusté, s lenticelami. Zimní pupeny jsou vejcovité, na povrchu zašpičatělé, kryté 2 bradavčitými šupinami. Listy jsou lichozpeřené, rozměrné, řapíkaté, dlouhé 30 až 80 cm, složené ze 13 až 25 vstřícných, krátce řapíčkatých lístků. Lístky jsou vejčité až podlouhle vejčité, 6 až 14 cm dlouhé a 3 až 7 cm široké, tenké, na bázi zaokrouhlené až široce klínovité, na vrcholu zašpičatělé až dlouze zašpičatělé. Listy jsou na líci lysé, na rubu zprvu chlupaté a později olysávající. Květy jsou jednopohlavné, zelenavé, bezkorunné, uspořádané v řídkých, vrcholových, latovitých hroznech. Květenství jsou dlouhá asi 30 cm. Kalich je složen ze 6 kopinatých a dlouze zašpičatělých, až 2 cm dlouhých lístků. Samčí květy obsahují 6 tyčinek a drobné zakrnělé semeníky (pistilodia). Tyčinky jsou dlouhé asi 8 až 10 mm a na bázi jsou srostlé v krátkou trubičku. V samičích květech jsou 3 volné semeníky a krátké patyčinky (staminodia), srostlé do kruhu. Každý semeník obsahuje mnoho vajíček ve 2 řadách a na vrcholu nese podkovovitou přisedlou bliznu. Plody jsou válcovité, rovné nebo zakřivené, nicí, dužnaté a pukavé, 5 až 10 cm dlouhé a asi 2 cm široké měchýřky, za zralosti modré až modročerné. Obsahují mnoho semen obklopených bílou průsvitnou dužninou. Semena jsou plochá, obvejčitá až podlouhlá, asi 1 cm dlouhá.

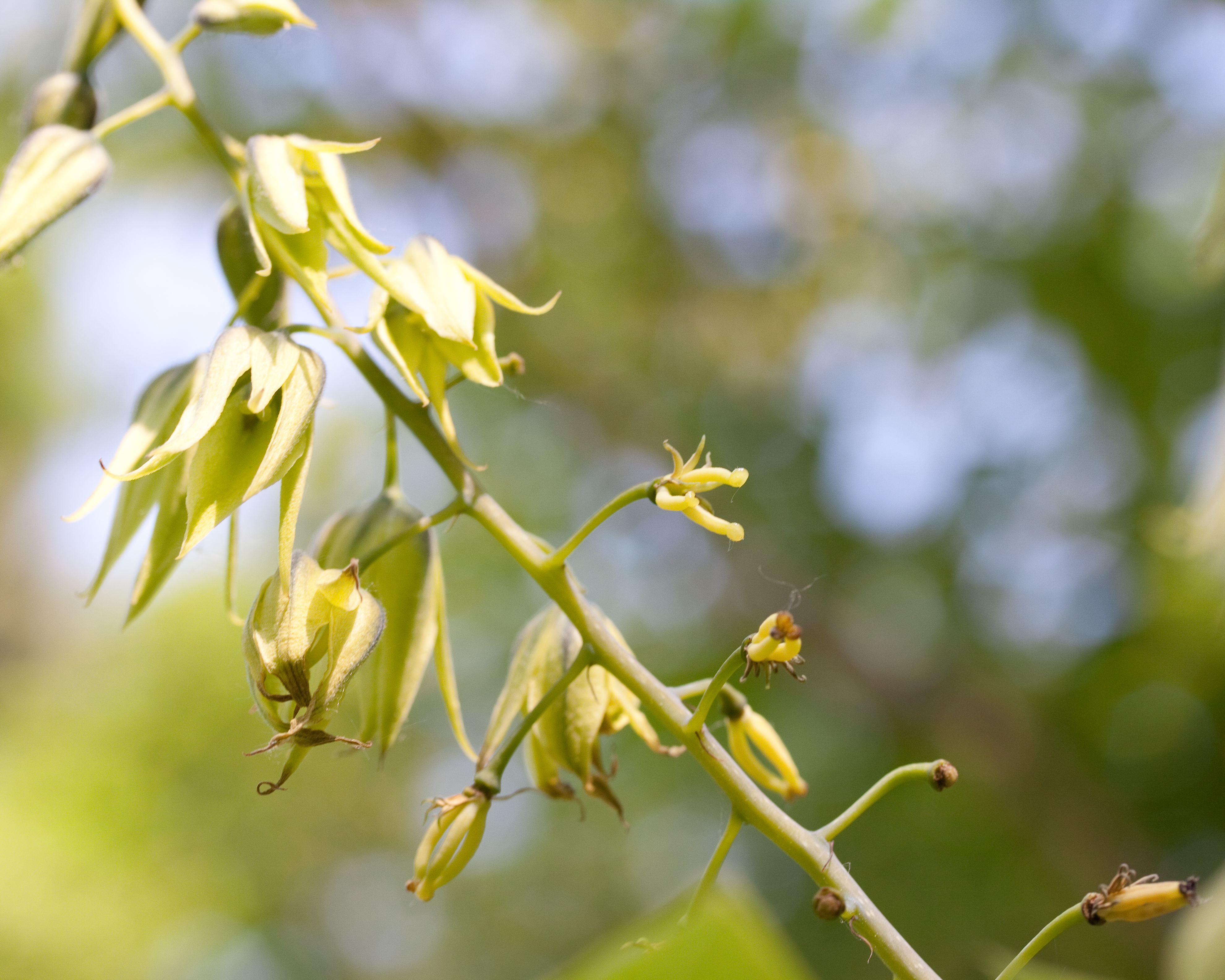
Květenství dekaisney
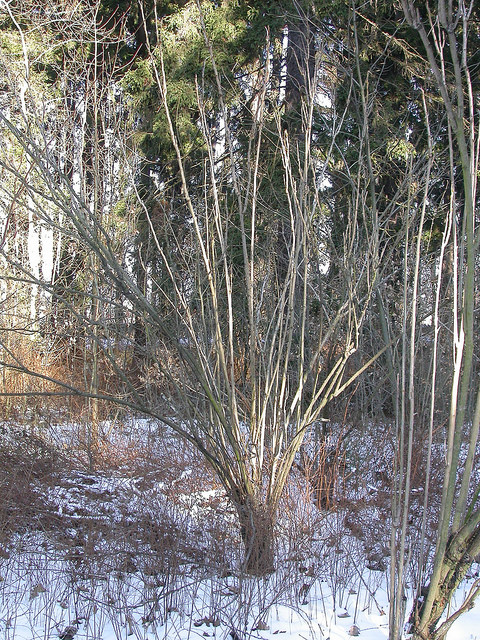
Dekaisnea Fargesova v zimě
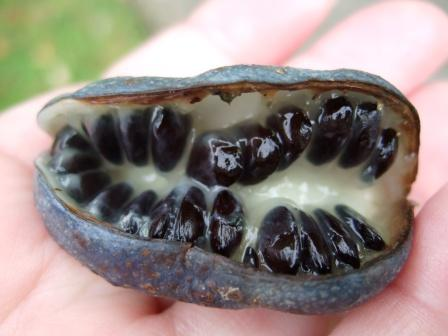
Otevřený plod dekaisney

## Rozšíření
Rod zahrnuje 1 nebo 2 druhy (podle pojetí). Je rozšířen v Číně, Bhútánu, sv. Indii, Myanmaru a Nepálu. Dekaisney se vyskytují ve smíšených lesích a keřové vegetaci na horských svazích a podél řek v nadmořských výškách 900 až 3600 metrů. Vyhledávají vlhká stanoviště.

## Taxonomie
V současné taxonomii se často uvádí druh Decaisnea fargesii jako synonymum D. insignis a rod tak podle tohoto pojetí jediného zástupce - Decaisnea insignis.

## Zástupci
- dekaisnea Fargesova (Decaisnea fargesii)
- Decaisnea insignis

## Význam
Dekaisnea Fargesova je v České republice celkem zřídka pěstována jako zajímavá okrasná dřevina neobvyklého vzhledu. Na podzim nese nápadné modré plody. Jejich dužnina je poživatelná, avšak nepříliš chutná. Dekaisnea Fargesova je vysazena např. v Dendrologické zahradě v Průhonicích, v Oboře Průhonického parku nebo v Arboretu Žampach.

## Pěstování a množení
Dekaisnea Fargesova prospívá na výsluní nebo v polostínu na vlhčím, chráněném stanovišti. Půda by měla být výživnější, humózní a stejnoměrně přiměřeně vlhká (nepřemokřená). Nesnáší sucho a na výslunném stanovišti prospívá jen při stálém dostatku vláhy. Mladé výhony mohou být poškozovány pozdními mrazy. Řez se provádí pouze u namrzlých jedinců, jinak není potřebný. Kvete v červnu na nových výhonech. Množí se výsevem semen nebo kořenovými řízky na teple. Semena je třeba po sklizni plodů propláchnout a ihned vysít.